# 市野瀬浩
市野瀬 浩（いちのせ ひろし、1932年7月10日 - ）は、日本の経営者。日本新薬社長、会長を務めた。初代社長を務めた市野瀬潜の孫でもある。

## 来歴・人物
京都府京都市出身。1950年に京都大学法学部を卒業し、同年に日本新薬に入社。1991年に取締役に就任し、1996年6月に専務を経て、1997年6月に社長に就任。2001年6月に会長に就任。